# Anochetus horridus
Anochetus horridus är en myrart som beskrevs av Kempf 1964. Anochetus horridus ingår i släktet Anochetus och familjen myror. Inga underarter finns listade i Catalogue of Life.